# محمد فوفانا
محمد فوفانا (بالفرنسية: Mohamed Fofana)‏ (مواليد 7 مارس 1985 في غونيس - فرنسا) لاعب كرة قدم فرنسي يلعب حاليا لصالح نادي الدرجة الأولى تولوز الفرنسي منذ 2000 في مركز قلب الدفاع .

## روابط خارجية
- محمد فوفانا على موقع رابطة كرة القدم الفرنسية للمحترفين (الإنجليزية)
- محمد فوفانا على موقع قاعدة بيانات كرة القدم.إي يو (الإنجليزية)
- محمد فوفانا على موقع بيانات كرة القدم. دي إي (الألمانية)
- محمد فوفانا على موقع ناشيونال فوتبول تيمز (الإنجليزية)
- محمد فوفانا على موقع Soccerway.com (الإنجليزية)
- محمد فوفانا على موقع عالم كرة القدم.نت (الإنجليزية)
- محمد فوفانا على موقع AS.com (الإسبانية)